# سياران كاري
سياران كاري (بالإنجليزية: Ciarán Carey)‏ هو لاعب قذف أيرلندي، ولد في 16 يناير 1970 في Patrickswell ‏ في جمهورية أيرلندا.